# Тесницкий
Тесницкий — посёлок, входящий в городской округ город Тула Тульской области в составе Зареченского территориального округа.

## География
Находится в центральной части Тульской области на расстоянии приблизительно 24 км на север-северо-запад по прямой от Московского вокзала города Тула к востоку от железнодорожного остановочного пункта Тесницкое.

## История
Поселок был отмечен уже только на карте 1989 года. До 2014 года входил в состав Рождественского сельского поселения Ленинского района до их упразднения.

## Население
Постоянное население составляло 22 человек (русские 100 %) в 2002 году, 14 в 2010.